# サーレスタイン・ハウス
サーレスタイン・ハウス（Thirlestaine House）は、イギリス・チェルトナムにある邸宅である。イギリスの1級指定建造物になっている。

## 歴史
サーレスタイン・ハウスは、アマチュア建築家のJ・R・スコットが、自分で使用するために1820年に建設を開始した。1838年、未完成の状態で2代目ノースウィック男爵ジョン・ラッシュアウトが購入した。ノースウィック男爵は建物を完成させ、さらに自身の美術コレクションを収容するために別棟を増築した。1859年、ノースウィック男爵は、子供がいないまま遺言を残さずに死去した。美術コレクションや邸宅は遺族により売却された。
1863年、ビブリオマニアとして知られる準男爵トーマス・フィリップスがこの邸宅を購入し、自身が保有する膨大な蔵書をミドルヒルからこの邸宅に移した。フィリップスの死後はその娘に相続された。
1947年にチェルトナム大学が31,326ポンドで購入し、以来同大学が保有している。

## 脚注

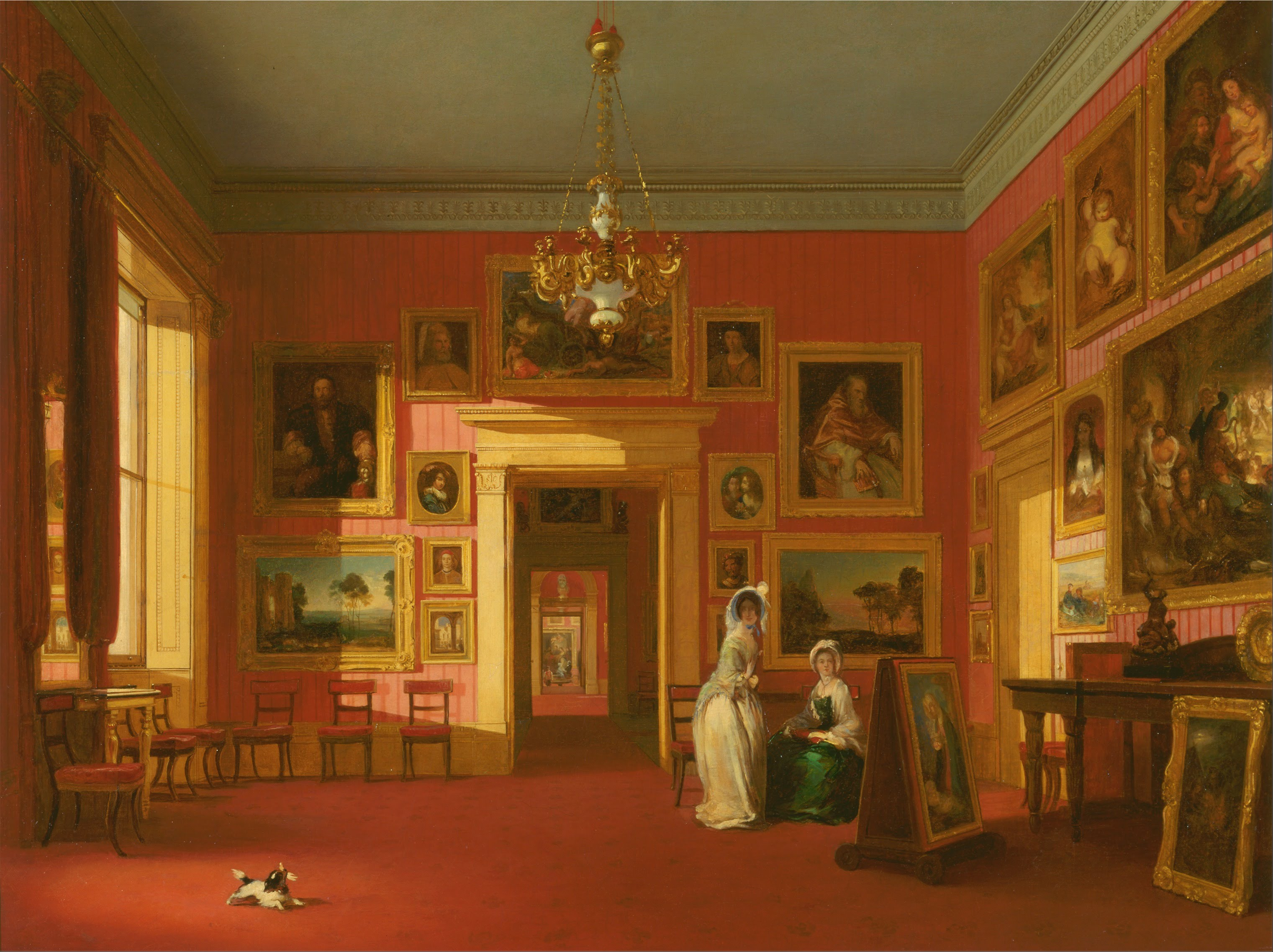
『サーレスタイン・ハウスのノースウィック卿の絵画陳列室』(Lord Northwick's Picture Gallery at Thirlestaine House) ロバート・ハスキソン画（1846年 - 1847年）